# Fredi
Matti Kalevi Siitonen (født 23. juli 1942, død 23. april 2021) var en finsk musiker, bedre kendt som Fredi.

## Biografi
Fredi stillede op ved Eurovision Song Contest to gange for Finland. I 1967 var det med sangen "Varjoon – suojaan", som fik 3 point og en beskeden tolvteplads ud af 17 lande. I 1976 var det med gruppen Fredi & Friends og sangen "Pump Pump", som endte på en elvteplads. Sangen var spået en topplacering inden, men det blev ikke tilfældet. Dog er sangen i dag en kultklassiker for mange Grand Prix-fans.